# رومی هانای
رومی هانای (انگلیسی: Rumi Hanai؛ زادهٔ ۳۰ سپتامبر ۱۹۸۷) بازیگر، مدل (شخص)، و ژیمناست ریتمیک اهل ژاپن است.